# Gebänderter Fallkäfer
Der Gebänderte Fallkäfer (Cryptocephalus vittatus) ist ein Käfer aus der Familie der Blattkäfer (Chrysomelidae).

## Merkmale
Die Käfer werden 3 bis 4,5 Millimeter lang. Sie haben glänzend gelb gefärbte Deckflügel, auf denen längs zwei breite, schwarze Bänder verlaufen. Diese beginnen am nahezu glatten Halsschild, enden aber vor den Deckflügelspitzen. Durch die ebenfalls schwarz gefärbte Flügeldeckennaht bilden sich je ein langgestrecktes gelbes „U“ auf den Deckflügeln. Die schwarzen Bänder können gelb quergeteilt sein oder am Ende der Deckflügel zusammenlaufen. Die Deckflügel weisen Längsreihen feiner Punkte auf. Der Hinterleib und auch die Unterseite des Körpers ist schwarz; Kopf und Halsschild sind ebenso schwarz gefärbt, die Epipleuren an den Seiten der Deckflügel sind gelb. 

### Ähnliche Arten
- Zweiliniger Fallkäfer (Cryptocephalus bilineatus) (Linnaeus, 1758)
- Cryptocephalus elegantulus Gravenhorst, 1807

## Vorkommen und Lebensweise
Die Art kommt in großen Teilen Europas nördlich bis Dänemark und den Süden Schwedens vor. Sie fehlt auf den Britischen Inseln. Ihre Häufigkeit nimmt nach Norden hin ab. Gebänderte Fallkäfer leben an trockenen Orten wie etwa auf Wiesen oder am Rande von Feldern. Die Imagines fliegen von Mai bis August und sind auf Blüten zu finden, sie bevorzugen vor allem Margeriten, Rainfarn, Schafgarben und Besenginster. Die Larven findet man ausschließlich an Margeriten.